# Mutualismus (Biologie)
Mutualismus oder auch mutualistische Symbiose bezeichnet in der Ökologie eine Wechselbeziehung zwischen Lebewesen zweier Arten, aus der im Gegensatz zur Konkurrenz oder Räuber-Beute-Beziehung beide Partner Nutzen ziehen. In der US-amerikanischen Literatur wird das Wort mutualism synonym zur deutschen Bezeichnung Symbiose im engen Sinne gebraucht, während das Wort symbiosis – im Gegensatz zur deutschen Bezeichnung Symbiose – für jegliches Zusammenleben von Lebewesen verschiedener Arten verwendet wird. Einige Autoren differenzieren zwischen einem symbiontischen Mutualismus, bei dem beide Partner dauerhaft räumlich zusammenleben, und einem nichtsymbiontischen Mutualismus (z. B. bei der Zoogamie oder der Zoochorie), bei der die Symbiosepartner nur sporadisch zusammentreffen.
Zur Beschreibung und Analyse von mutualistisch organisierten ökologischen Beziehungen kommen in der Biologie verschiedene mathematische Modelle zum Einsatz. Solche Modelle unterscheiden sich unter anderem danach, ob sie die zeitliche Dynamik mutualistisch interagierender Populationen in einem eher kurzen (ökologischen) oder eher langen (evolutionären) Zeitraum beschreiben. Ein besonders einfaches und wegen seiner breiten Anwendbarkeit beliebtes Modell lässt sich für Mutualismen zweier Arten in Form von gewöhnlichen Differentialgleichungen schreiben:
Bezeichnen N1 und N2 die Populationsdichten zweier in einer mutualistischen Beziehung befindlichen Arten, r1 und r2 intrinsische Wachstumskonstanten, K1 und K2 Kapazitäten sowie b12 und b21 positive Wechselwirkungskoeffizienten, welche die Stärke der mutualistischen Beziehung angeben, so erhält man:
{\displaystyle {\frac {\mathrm {d} N_{1}}{\mathrm {d} t}}=r_{1}N_{1}\left[1-{\frac {N_{1}}{K_{1}}}+b_{12}{\frac {N_{2}}{K_{1}}}\right]}
{\displaystyle {\frac {\mathrm {d} N_{2}}{\mathrm {d} t}}=r_{2}N_{2}\left[1-{\frac {N_{2}}{K_{2}}}+b_{21}{\frac {N_{1}}{K_{2}}}\right]}
Diese Art von Modell ist eine direkte Verallgemeinerung der logistischen Differentialgleichung auf die Situation zweier interagierender Populationen. In dieser oder ähnlicher Form werden Mutualismen in vielen Lehrbüchern der Theoretischen Biologie (siehe Literatur) angegeben.

## Beispiele
- Hautflora/Darmflora
- Mykorrhiza
- Ameise und Blattlaus
- Clownfisch und Seeanemone
- Putzsymbiosen wie z. B. beim Madenhacker, der Parasiten von Großtieren wie Nashörnern absammelt.
- Eiche / Eichelhäher (Nahrung für den Vogel; weitere Verbreitung der Samen auf größerem Gebiet und nicht nur unter dem Baum)
- bestimmte Vogelspinnenarten der Gattung Pamphobeteus mit bestimmten Engmaul- oder Pfeiffröschen